# اناند، گجرات
اناند، گوجارات (به انگلیسی: Anand, Gujarat) یک منطقهٔ مسکونی در هند است که در گجرات واقع شده‌است.

## خصوصیات
اناند ۲٬۹۳۹٫۹ کیلومترمربع مساحت و ۶۳۳٬۷۹۳ نفر جمعیت دارد و ۳۹ متر بالاتر از سطح دریا واقع شده‌است.